# AEG R.I
Bombardier quadrimoteur, l'AEG R.I se caractérisait par la position de ses moteurs, installés dans le fuselage et entraînaient les hélices au moyen d'arbres de transmission. Un unique prototype fut achevé et prit l’air en 1916, mais il s’écrasa durant les essais, tuant les sept personnes se trouvant à bord. Le second prototype n’était pas terminé au moment de l’armistice de 1918.